# Wim Verhoeven (journalist)
Wim Verhoeven (Lier, 31 maart 1969) is een Belgisch journalist en redacteur.

## Levensloop
Verhoeven studeerde van 1987 tot 1991 aan de Rijksuniversiteit Gent, alwaar hij afstudeerde als licentiaat economische wetenschappen. Vervolgens behaalde hij een Europese master Law & Economics.
In augustus 1993 ging Verhoeven aan de slag bij Het Laatste Nieuws, de krant waarvoor hij voordien reeds als freelancer schreef. In 1999 werd hij aangesteld als hoofdredacteur van zusterkrant De Nieuwe Gazet, een functie die hij uitoefende tot 2001. Vervolgens was hij chef eindredactie, co-chef sport, chef regio, chef nieuws en redactiechef voor Het Laatste Nieuws.
Op 15 november 2011 werd hij waarnemend hoofdredacteur van deze krant. In oktober 2012 werd hij samen met Margot Moeseke aangesteld als hoofdredacteur in opvolging van Paul Daenen. In september 2016 nam hij in onderling akkoord ontslag uit deze functie. De hoofdredactie van de krant werd vervolgens waargenomen door Dimitri Antonissen en Frank Depoorter.
In april 2017 ging hij aan de slag bij Open Vld, waar hij verantwoordelijk werd voor de communicatie van de partij.
Sinds augustus 2020 is Verhoeven hoofdredacteur bij Trends en Kanaal Z/Canal Z.